# Miss Undercover
Miss Undercover ist eine US-amerikanische Actionkomödie aus dem Jahr 2000. Sandra Bullock spielt darin eine FBI-Agentin, die bei einer Misswahl als Teilnehmerin eingeschleust wird.
Die deutsche Erstausstrahlung erfolgte zur Prime-Time am 19. September 2004 auf RTL. 2005 erschien die Fortsetzung Miss Undercover 2 – Fabelhaft und bewaffnet.

## Handlung
Agentin Gracie Hart war schon immer unbequem, klassische Weiblichkeit ist ihr seit Kindertagen fremd. Nachdem durch ihre Impulsivität ein Polizeieinsatz beinahe platzt und ein Kollege schwer verletzt wird, ist ihr Standing bei der US-Bundespolizei FBI schwer angeschlagen.
Als ein Bombenleger, genannt „The Citizen“ (dt.: „Der Bürger“), mit einem Anschlag auf den Schönheitswettbewerb Miss United States droht, will Gracies Kollege Eric Matthews eine Agentin einschleusen, wobei nur Gracie über die erforderlichen Modelmaße verfügt. Gegen ihren Willen und den ihres Chefs – dieser hat sie in den Innendienst versetzt – wird die ungestylt-burschikos auftretende Kriminologin der Misswahl-Organisatorin, Kathy Morningside, vorgestellt. Diese ruft den Model-Betreuer Victor Melling zu Hilfe, der zuerst keine Hoffnung sieht, Gracie dann aber doch noch hinreichend vorbereitet.
Begleitet von Eric, Victor und einigen FBI-Kollegen reist Gracie als „Miss New Jersey“ nach San Antonio, Texas, und wird in die ihr völlig fremde Welt der dauergrinsenden, bikinitragenden Schönheiten eingeführt. Am Anfang verspottet sie die Frauen, die sie für oberflächlich hält. Mit der unbedarften Cheryl Frasier („Miss Rhode Island“) freundet sie sich schnell an, während sie mit anderen Damen weniger gut auskommt. Während sie sich von einem Wettbewerb zum nächsten arbeiten, streitet sich Gracie abwechselnd mit Eric und Victor herum. Sie erregt Aufsehen, als sie auf der Bühne gefragt wird, was der Gesellschaft noch fehle, und sie darauf antwortet: „Härtere Bestrafung für Wiederholungstäter“ und erst danach, was alle anderen antworten, „Weltfrieden“ hinzufügt.
Der „Citizen“ wird schließlich verhaftet, Gracie ist jedoch nicht überzeugt, dass der Drohbrief gegen die Misswahl überhaupt vom „Citizen“ kam. Sie verdächtigt Kathy Morningside, die am Ende der laufenden Saison in den Ruhestand geschickt werden soll. Gracies Chef, Assistent Director McDonald, will davon jedoch nichts hören und erklärt ihr, wenn sie bleiben wolle, dann nur als Privatperson. Gracie drückt Eric daraufhin ihre Waffe und Dienstmarke in die Hand und bereitet sich auf die Abschlussveranstaltung vor. Victor Melling wird ebenfalls gezwungen, die Veranstaltung zu verlassen. Er sagt, er stelle sich eine eigene Tochter ein wenig wie Gracie vor und dass er sich „auch deshalb nie fortgepflanzt“ habe.
Abschließend wird Cheryl zur „Miss America“ gekürt, worauf Kathy Morningside und ihr Sohn Frank den in der  Krone versteckten Sprengstoff zünden. Gracie kann mit Hilfe von Eric in letzter Sekunde den Tod von Cheryl verhindern. Am Ende gestehen Eric und Gracie sich ihre Gefühle füreinander ein und die Misses wählen Gracie zur „Miss Congeniality“, der beliebtesten Teilnehmerin.

## Trivia
- Anstatt den Originaltitel Miss Congeniality zu behalten oder für Deutschland einen deutschen Titel zu verwenden, wurde ein neuer englischsprachiger Titel für den Film verwendet. Der Begriff undercover (der für „geheim“' oder „verdeckt“ steht) schien in Deutschland verständlicher zu sein als congeniality (was in diesem Zusammenhang für „Charme“ steht).

- Die Auszeichnung Miss Congeniality gibt es in den USA tatsächlich. Sie ist die einzige Auszeichnung, bei der die Teilnehmerinnen einer Misswahl selbst abstimmen, wem aus ihren Reihen sie diesen „Sympathie-Preis“ verleihen. Der Name der Auszeichnung war auch als Miss Unity („Miss Einigkeit“) und Miss Amity („Miss Freundschaft“) bekannt.

- Im Kinotrailer war eine Szene mit Gracie und ihrem Vater zu sehen, in der er sie fragt, ob sie lesbisch sei, worauf sie nur freudlos lacht und meint, sie wünschte, es sei so. Die Szene kam nicht in den Film, ist aber auf dem Bonusmaterial der Kauf-DVD.

- In mehreren Sequenzen trägt Gracie Hart alias Sandra Bullock ein Dirndl (bayerische Tracht), welches auf die deutsche Herkunft der Schauspielerin – Sandra Bullock verbrachte ihre ersten Lebensjahre vorwiegend in Nürnberg – hinweisen soll.

## Kritiken
„Mischung aus Komödie und Kriminalfilm, die vor allem dank der gut aufgelegten Hauptdarstellerin unterhält. Insgesamt bietet er freilich nur wenige komische Szenen, weil er sich weitgehend espritlos auf das altbekannte Thema vom ‚hässlichen Entlein‘ sowie auf die Struktur von Shakespeares ‚Der Widerspenstigen Zähmung‘ verlässt.“

„In dieser recht albernen Krimikomödie beweist Sandra Bullock immerhin, dass sie durchaus komisches Potential besitzt. Leider kann sie ihren Drang zum Over-Acting auch hier nicht zügeln. Wäre nicht ein alles überragender Michael Caine als Benimm-Trainer und Schönheitsmacher, man könnte diesen Film eigentlich schnell vergessen.“

Die Deutsche Film- und Medienbewertung FBW in Wiesbaden verlieh dem Film das Prädikat „wertvoll“.